# Jack Rose (cocktail)
Pour les articles homonymes, voir Jack Rose et Rose.

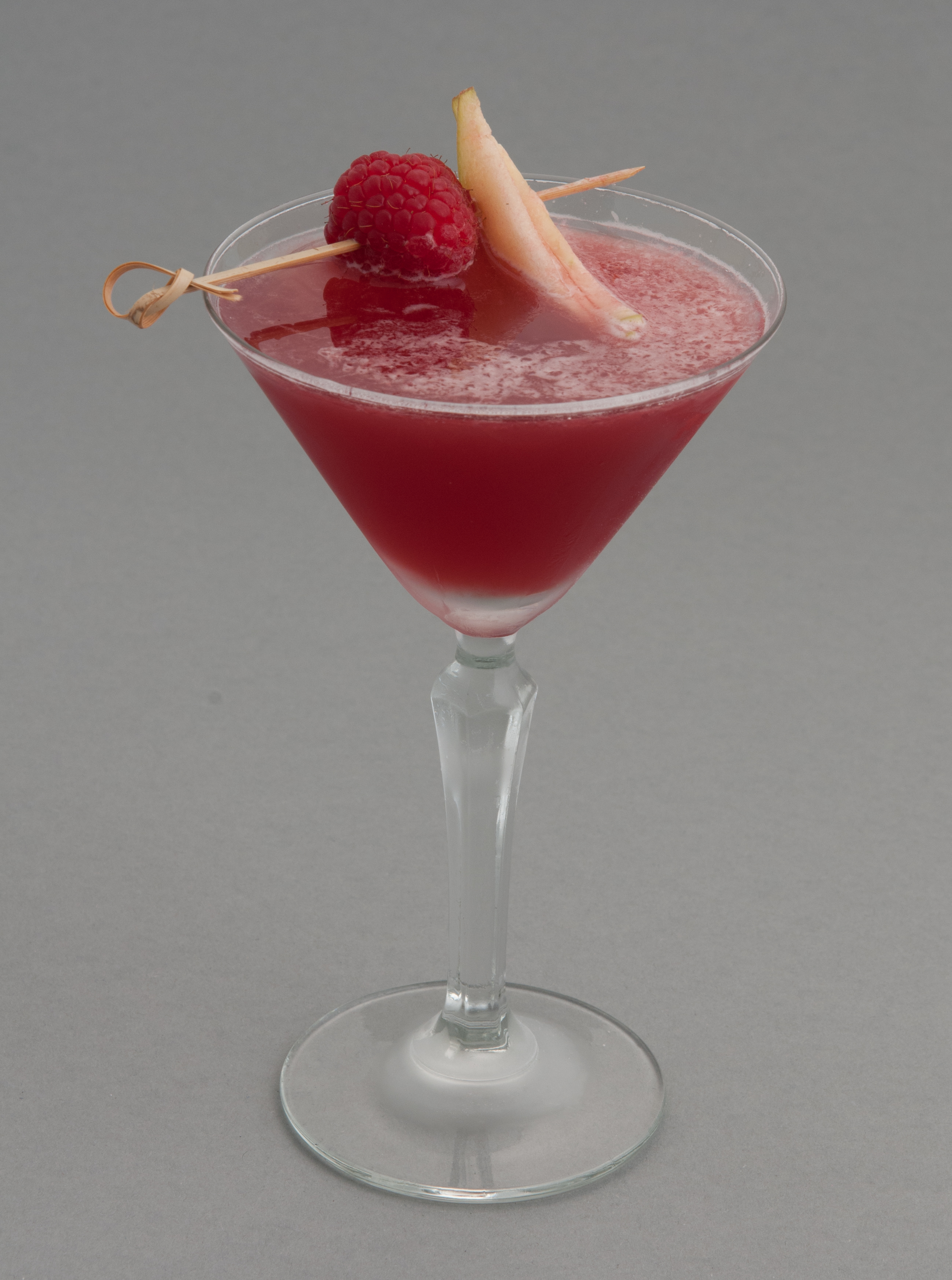
Verre de Jack Rose.

Jack Rose est le nom d'un short drink, populaire dans les années 1920 et 1930. Il contient du calvados, de la grenadine, et du jus de citron ou de lime. Il est mentionné dans l'un des romans d’Ernest Hemingway, Le soleil se lève aussi, dans une scène où Jake Barnes, le narrateur, boit un Jack Rose au bar d’un hôtel parisien.  Le Jack Rose est l'une des six boissons de base énumérées par David A. Embury 's dans The Fine Art of Mixing Drinks.

## Historique

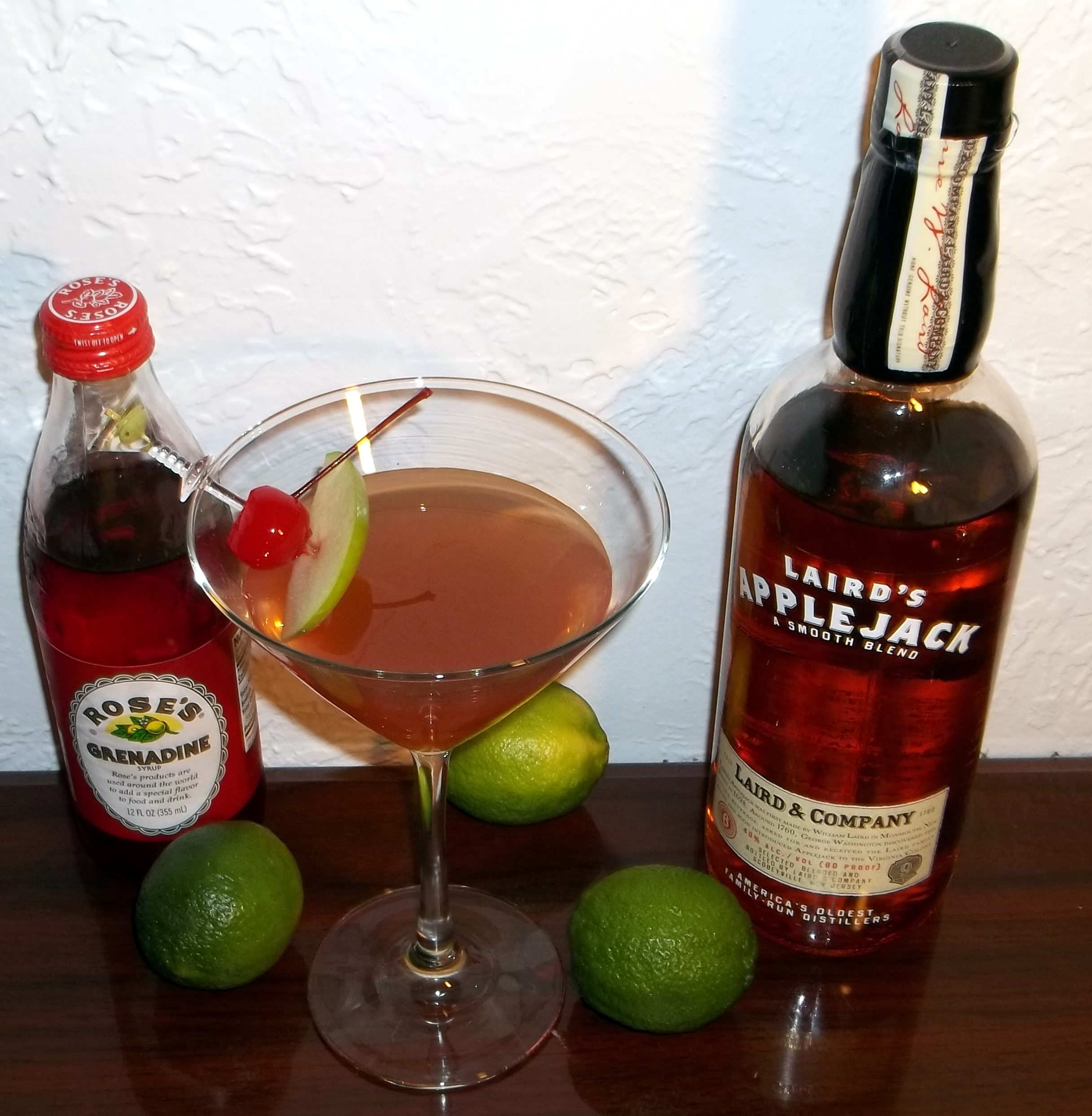
Cocktail Jack Rose et ses ingrédients.

Il existe plusieurs hypothèses quant à l'origine du nom Jack Rose. La plus simple est le fait qu'il est réalisé avec de l’applejack et qu’il a une couleur rose (par ajout de grenadine). Mais le nom vient peut-être du tueur à gages Jack Rose (auquel on en attribue parfois la paternité). Albert Stevens Crockett (Old Bar Waldorf Days, 1931) indique que c'est le nom de la rose Jacqueminot. 
Il a également été avancé que le Jack Rose a été inventé par Joseph P. Rose, restaurateur à Newark, et nommé par lui, « en l'honneur » d'un défenseur lors d’un procès qui fut tenu au palais de justice de cette ville. Joseph P. Rose a remporté une fois le titre de « Champion du monde de mixologie ». 

Peu de bars américains ont actuellement le Jack Rose sur leur carte, l'un étant « The Angel's Share Bar » à New York, le « B-Side Lounge » à Cambridge, Massachusetts, et enfin le « Southwark » à Philadelphie.
En juin 2003, le Washington Post a publié un article intitulé « Searching for Jack; Two Guys, One Drink, 60 Bars » (À la recherche de Jack, deux gars, une boisson, 60 bars) qui est la chronique de deux écrivains en quête d'un Jack Rose dans les bars de Washington. Après avoir visité en vain de nombreux bars, ils finissent par acheter une bouteille d’applejack qu'ils rapportent à l'un des rares barmen rencontrés qui affirme savoir en réaliser un.